# Mademoiselle de Maupin
Mademoiselle de Maupin è un romanzo epistolare francese scritto da Théophile Gautier e pubblicato nel 1835. Prima grande opera dell'autore, il romanzo racconta la vita di Madeleine De Maupin e le sue avventure amorose, ed è liberamente ispirato alla vita di Julie d'Aubigny.

## Trama
Nel romanzo, Thèophile Gautier racconta la vita di Madeleine, una nobile fanciulla che fugge di casa travestita da soldato e gira il mondo sotto il nome di Teodoro. Il poeta D'Albert, che sospetta la verità, si innamora di Madeleine. Rosetta, la precedente amante di D'Albert, è invece innamorata di Teodoro / Madeleine, la quale è costretta ad affrontare un duello per aver rifiutato di sposarla.

## Opere derivate
Nel 1966 è uscito il film Madamigella di Maupin, diretto da Mauro Bolognini, con Catherine Spaak, Robert Hossein, Tomas Milian e Ottavia Piccolo.

## Edizioni italiane
- Madamigella di Maupin, traduzione di Falco Della Rupe, Napoli, Salvatore Romano Editore, 1903.
- La signorina di Maupin, traduzione di Emilio Girardi, Milano, Sonzogno, 1905. Ospitato su Google Libri.
- traduzione di Raffaello Franchi, Firenze, Vallecchi, 1931.
- La signorina de Maupin, traduzione di Torquato Padovani, prefazione di Ugo Dettore, Milano, Bianchi-Giovini, 1945. Mursia, Milano, 1966
- La signorina di Maupin, traduzione di Gino Cornali, Collezione Ghirlanda, Milano, Ultra, 1945.
- Madamigella di Maupin, traduzione di Francesco Bernardelli, Torino, Chiantore, 1946.
- La schiava del piacere, Milano, Ruver, 1955.
- Madamigella di Maupin. Capitan Fracassa, traduzione di e introduzione di Giovanni Marcellini, Collana I Grandi Maestri n.19, Firenze-Roma, Gherardo Casini Editore, 1955-1965.
- La signorina di Maupin, traduzione di Augusto Donaudy, Collana BUR n.1269-1272, Milano, Rizzoli, 1958. Introduzione di Oreste Del Buono, Collana Caleidoscopio n.38, CDE, Milano, 1966
  -  Mademoiselle de Maupin, traduzione di Augusto Donaudy riveduta e corretta da Paolo Tortonese, introduzione di Paolo Tortonese, Milano, BUR, 1995.
- Madamigella di Maupin, traduzione di Giovanni Marcellini, Collana I Capolavori n.11, Firenze, Sansoni, 1965.
- Doppio amore, traduzione di Mic-Mac, Roma, Editori Associati, 1967.
- Mademoiselle de Maupin, traduzione di Luigi Martin, Milano, Fratelli Fabbri Editori, 1969.
- La signorina di Maupin, traduzione di Sergio Poncetta di Morbegno, Sesto San Giovanni, Aldo Peruzzo Editore, 1985-2003.
- Mademoiselle de Maupin, introduzione,trad. e note di Lanfranco Binni, Collana I Grandi Libri n.862, Milano, Garzanti, 2002.
- Mademoiselle de Maupin, traduzione di Riccardo Reim, Roma, Newton Compton, 2005.